# Forn lo Rejolar
El Forn lo Rejolar és un forn de Godall (Montsià) inclòs a l'Inventari del Patrimoni Arquitectònic de Catalunya.

## Descripció
Es tracta d'un forn amb una estructura quadrada d'uns 4 x 4 m, cantonades reforçades amb grans blocs de paredat de pedra i la resta amb maó manual massís. A la part superior hi ha unes lloses de pedra que coronen el forn. La coberta està enfonsada i en el seu lloc hi ha una peça ondulada de fibrociment. La part frontal s'utilitza com a jardinera.